# Rovná (národní přírodní památka)
Rovná je národní přírodní památka ležící v okrese Strakonice západně od obce Rovná, v jejímž katastrálním území se i nachází, chráněná z důvodu posledního výskytu nížinné formy hořce jarního v Čechách. Z důvodu značného významu této lokality je prováděno v ohrazené části památky o rozloze přibližně 120 m² ruční kosení a rozrušování travních drnů, které má od roku 2004 na starost správa CHKO Blanský les. Národní přírodní památka se nachází na severozápadním břehu Rovenského rybníka a je přístupná polní cestou vedoucí po hrázi rybníka. Severozápadně od národní přírodní památky se nachází další chráněné území; přírodní památka Sedlina.
Optimální dobou k návštěvě památky je jaro, kdy rozkvétá kriticky ohrožený hořec jarní na území mezofilní až mezohydrofilní louky. Vedle hořce se v oblasti vyskytuje celá řada dalších rostlin, např. zástupci ostřic jako ostřice Hartmanova, ostřice oddálená, ostřice latnatá, ostřice obecná, ostřice dvouřadá,  dále prstnatec májový, hořec brvitý, kozlík dvoudomý a mnohé další.

## Poloha
Národní přírodní památka se nachází na louce při severozápadním břehu Rovenského rybníka na západním okraji obce Rovná. Louka leží mezi 416 až 418 metry nad mořem. Celková výměra chráněného území je 2,1583 ha. Území se svažuje od západu k východu, kde jeho hranici tvoří zmiňovaný rybník. Severní hranici tvoří potok, který vtéká do Rovenského rybníka. Západní tvoří v severnější části přilehlé zemědělsky využívané pole, v jižní půlce polní cesta a remízek. V jižním cípu je zakončena další loukou. Na východě louka přiléhá k Rovenskému rybníku.

## Historie

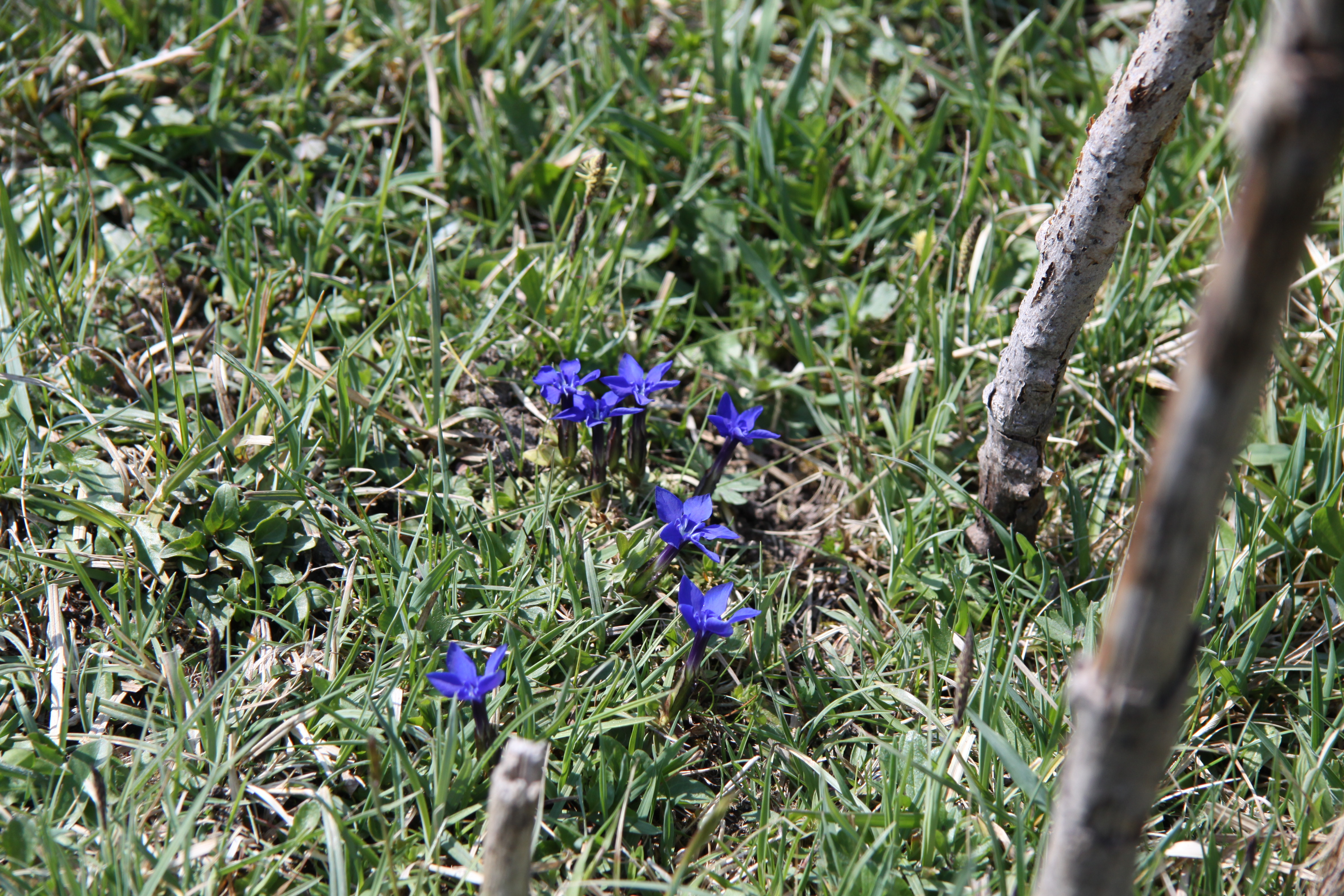
Rozkvetlý hořec jarní v lokalitě Rovná

Dle místního botanika lokalita sloužila dříve jako obecní pastviště, později se zde hrál fotbal.[chybí lepší zdroj] Největší populace hořce jarního začala růst v místě tehdejších fotbalových branek. První zmapování hořce jarního proběhlo na lokalitě roku 1957 J. Moravcem, který tehdejší populaci odhadoval na přibližně 500 až 1000 kvetoucích kusů na ploše 35 arů. Následná přísná ochrana území měla paradoxně neblahý vliv na populaci hořce, jelikož louku brzy ovládla jiná rostlinná společenstva. Až pravidelné kosení louky vedlo k rozmachu populace hořce. V osmdesátých letech 20. století se odhadovalo, že v lokalitě volně kvete okolo 500 exemplářů hořce jarního, což potvrzuje mapování provedené V. Žílou v roce 1981. Na počátku osmdesátých let 20. století došlo i přes opakovaný zákaz k neplánovanému masivnímu pohnojení louky umělými hnojivy místním zemědělcem z JZD, což mělo zničující dopad na populaci kriticky ohrožené rostliny. K tomu se přidaly změny v obci, kdy pastva postupně skomírala, až se přešlo na mechanické sečení lokality jednou do roka. Do současnosti tak přežilo jen několik jedinců. Na základě vědecké studie bylo v roce 2007 pozorováno sedmnáct kvetoucích lodyh a dvě vyvinuté tobolky; rostliny byly fertilní. V dubnu 2020 byla na lokalitě pozorována pouze jedna kvetoucí rostlina.
V roce 1997 byly na lokalitě dokonce pozorovány jen poslední dvě kvetoucí rostliny, které v následujícím roce uhynuly. V roce 1999 se v lokalitě objevili další jedinci, načež začala soustavná snaha o záchranu druhu. Od roku 1998 bylo na malých územích na místo pastvy zavedeno trhání a rozrušování drnů vedoucí k postupnému nárůstu populace hořce. Mezi lety 1999 až 2002 probíhala v oblasti památky pastva koní, po roce 2002 se ji nepodařilo nadále zajistit. Nicméně produkce semen na lokalitě je nestejnorodá a závislá na počasí v době kvetení. Vlivem snížení jedinců v populaci, což má za následek oslabení genofondu, se začínají projevovat genetické změny, jako například inbrední deprese (snižování počtu semen v tobolce).
Hořec jarní byl dříve rozšířen přibližně na 60 lokalitách na území Česka převážně v oblasti jižních a středních Čech v souvislém výskytu od oblasti mezi řekou Vltavou po Brdy a až po oblast Krumlovska, ale do současnosti (k roku 2011) se zachovaly poslední tři lokality. Na území národní přírodní památky Rovná se jedná o poslední populaci nížinné formy hořce jarního v Čechách, obě lokality horské formy se nacházejí na území CHKO Jeseníky.

## Přírodní poměry
V horninovém podloží lokality se nachází skupina moldanubika a to převážně biotitické pararuly, nicméně nedaleko od západní hranice území se nachází v podloží krystalický vápenec. Mateční hornina je zakryta jílovitými či štěrkovitými písky, písčitojílovitou hlínou a fluviálními nivními hlínami a vodními sedimenty. Většina plochy lokality je pokryta glejem vznikajícím jako projev kolísání spodní vody v důsledku poklesu hladiny blízkého rybníka. Louka má dle chemismu půdy zásaditý až neutrální charakter, je minerálně bohatá a trvale až čerstvě vlhká.

### Flóra

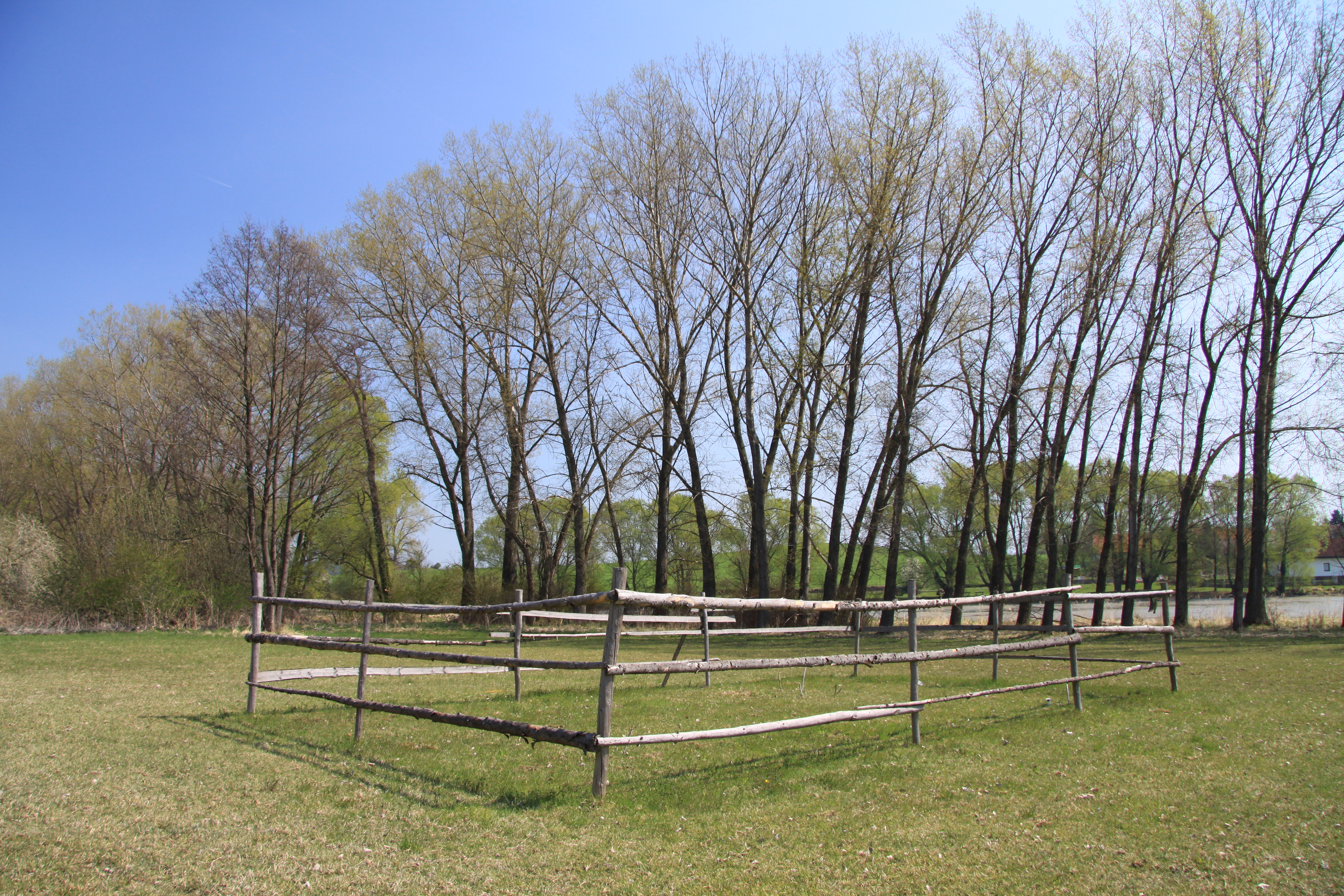
Ohrada s výskytem hořce jarního. V pozadí se nacházejí hybridní topoly, které opadem listí pozměňují chemické složení půdy na lokalitě

Vedle hořce jarního se v oblasti vyskytuje taktéž ostřice Hartmanova (Carex hartmanii), ostřice oddálená (Carex distans), ostřice latnatá (Carex paniculata), ostřice obecná (Carex nigra), ostřice dvouřadá (Carex disticha), prstnatec májový (Dactylorhiza majalis), hořec brvitý (Gentianopsis ciliata), kozlík dvoudomý (Valeriana dioica), hadí jazyk obecný (Ophioglossum vulgatum), zeměžluč spanilá (Centaurium pulchellum), vítod nahořklý (Polygala amarella), a druhy z okruhu pampelišky bahenní (Taraxacum sect. Palustria) jako je pampeliška bažinná (Taraxacum madidum), pampeliška bavorská (Taraxacum bavaricum), pampeliška husí (Taraxacum pauckertianum) a pampeliška chudolaločnatá (Taraxacum paucilobum). Ve vlhčích částech louky se ještě v osmdesátých letech 20. století vzácně vyskytovala ostřice Davallova (Carex davalliana) a ostřice blešní (Carex pulicaris). Historický výskyt pampelišky trojlaločné (Taraxacum trilobifolium) a jetele jahodnatého (Trifolium fragiferum) se již nepodařilo ověřit a výskyt s největší pravděpodobností na lokalitě zanikl.

### Fauna
Mimo obvyklé druhy živočichů charakteristické pro vlhké prostředí se zde vyskytují i druhy charakteristické pro sušší oblasti. Jsou to například střevlíček Syntomus truncatellus nebo slunéčka Tytthaspis sedecimpunctata a Scymnus femoralis, dále vrtalka Phytomyza soenderupi, ze zástupců dvoukřídlých lupice Rhaphium zetterstedti a kmitalka Themira annulipes. V oblasti je hojná ploštička Ischnodemus sabuleti.

## Ochrana

Jedna ze dvou ohrad ohraničujících výskyt hořce jarního

V rámci snahy o zachování druhu nížinné formy hořce jarního je celý genofond rovenské populace uchováván v bance explantátových kultur ve VÚLHM ve Strnadech. Nicméně se zdá, že se k roku 2008 populace sama neobnovuje, jelikož nebyly v posledních letech zaznamenány semenáčky. Z toho důvodu byl přijat plán, který se snaží zvýšit populaci během pěti let z 20 kusů na přibližně 200 kusů, což by zajistilo možnost samovolné reprodukce. Plán taktéž předpokládá, že by se měl areál výskytu hořce rozšířit za stejné období minimálně o 100 % a to sběrem semen přímo z tobolek, maximálně však u 30 % rostlin.
Jako ideální se pro ochranu památky jeví extenzivní pastva koz a ovcí, je však také třeba pravidelně odstraňovat spadané topolové listí, které jinak při tlení změní chemismus půdy a zabrání tak klíčení semenáčků. V plánu je vykácení hybridních topolů na severním okraji památky a nahrazení vhodnými původními druhy dřevin.

### Ohrady
V prostoru louky se nachází dvě menší dřevěné ohrady o rozloze přibližně 120 m², ve kterých rostou poslední exempláře hořce jarního v Čechách. Začátkem roku 2010 se navrhovala jako ideální forma managementu území přirozená pastva zvěře, která se ale nedařila dlouhodobě zajistit z důvodu nepřítomnosti chovu zvěře v přilehlé obci. Prostor ohrádky je dvakrát až třikrát ročně ručně sečen a taktéž dochází k rozrušování travních drnů, což populaci hořce svědčí, neboť jeho semenáčky se pak mají kde uchytit. Během podzimu dochází k odstraňování spadu listí z blízkých topolů a v létě v případě sucha jsou hořce zalévány. Plán z roku 2010 počítá s tím, že pokud nebude zajištěna pastva, bude celé území památky dvakrát ročně koseno lehkou mechanizací a to v době června a září. Před případným opětovným zavedením pastvy je potřeba opravit dřevěné ohrady.

### Hydrologie

Čidlo v ohrádce

V lokalitě jsou umístěna čidla monitorující vlhkost a stav podzemní vody pomocí vrtaných sond. Cílem plánu o území je úprava hydrologického poměru na lokalitě pomocí zadržování vody přehrazováním odvodňovacího kanálu. Tento krok by měl zlepšit vlhkost na území po dobu celého roku, obohatit půdní profil o minerální látky a tím zvýšit pravděpodobnost uchycení semenáčků. Potřeba tohoto opatření je dána postupným vysušováním biotopu způsobeným částečně i vybudováním odvodňovacích stok na severovýchodní a jihozápadní hranici památky.